# Фелікс Бедуре
Фелікс Бедуре (1897 — 30 червня 1955, Женева) — швейцарський футболіст. Дворазовий чемпіон Швейцарії в складі клуба «Серветт». Зіграв дві гри за збірну Швейцарії та виграв з нею срібну медаль на літніх Олімпійських іграх 1924 року.

## Клубна кар'єра
Народився в Сен-Жерве, Франція, в тіні Монблану, де його мати тримала Кав'ярню. Гарно співав тенором і був театральним актором, одночасно успішно працюючи в банку в Женеві. Також грав у футбол за місцевий «Серветт». Дебютував за команду 12 вересня 1915 року в товариському матчі проти клубу «Атлетік» з Женеви. У жовтні 1915 року в домашньому матчі проти «Стелли Фрібург» (7:1) дебютував у Серії А. Мав потужну статуру, виступав на позиції лівого нападника і став постійним гравцем основи незабаром після свого дебюту. На той час «Серветт» був сильною командою, за яку грало багато статусних ветеранів: Марсель Геннеберг, Моріс «Кікі» Геннеберг та Отто Фельманн, що були в клубі більше десяти років. Вперше святкував титул чемпіона Швейцарії з женевською командою в 1918 році. У фіналі в Цюріху забив гол у ворота чемпіона Сходу «Санкт-Галлена» 4:0. Далі було ще два титули чемпіона Західної Швейцарії, але у загальнонаціональних фінальних турнірах клуб ставав другим серед трьох учасників. В 1919 році поступились «Етуаль Ла Шо-де-Фон», а в 1920 році — «Янг Бойзу».
У 1921 році під керівництвом англійського тренера Тедді Дакворта клуб вчетверте поспіль виграв чемпіонат франкомовної Західної Швейцарії, але у фінальному турнірі цього разу став третім, програвши і Янг Бойзу, і Грассгопперу. Чемпіонський титул клуб нарешті здобув у 1922 році, коли випередив «Люцерн» і «Блю Старз». Бедуре забив другий гол на 57-й хвилині в переможному матчі проти «Люцерна» (2:0) після сольного проходу на «Баслер-Ландгофі» перед аудиторією у 6000 глядачів. У 1923 році «Серветт» знову був у фінальному раунді, де переможцем став «Берн», який пізніше втратив титул через участь незаявленого гравця ще на груповому етапі. Той титул оголошений нерозіграним.
Восени 1923 року Фелікс переїхав до Парижа в зв'язку з основною роботою в банку.
Був одружений з 1928 року. У січні 1930 року Фелікса Бедуре публічно розшукувала паризька поліція. Разом із бізнес-партнером він нібито обкрадав клієнтів і виписував підробні чеки на значні суми.

## Виступи за збірну
У січні 1920 року Бедуре вперше потрапив у розширений склад національної збірної Швейцарії, що складався з 30 гравців. 6 листопада 1921 року дебютував у міжнародному матчі на рідному стадіоні «Шарміль» проти Італії (1:1). Забитим голом за швейцарську команду відмітився його партнер по «Серветту» Робер Паш.
У 1924 році був у складі збірної Швейцарії на Олімпійських іграх. Вийшов на поле у другій грі команди, що завершилась нічиєю проти Чехословаччини (1:1). Це був його другий і останній міжнародний матч. У підсумку його збірна завоювала срібну медаль Олімпіади.
Помер 30 червня 1955 року в Женеві.

## Титули і досягнення
- Срібний олімпійський призер: 1924